# Лохмотовка
Лохмотовка — село в Новоузенском районе Саратовской области России. Входит в состав Петропавловского муниципального образования.

## География
Село находится в юго-восточной части Саратовской области, на левом берегу реки Малый Узень, вблизи государственной границы с Казахстаном, на расстоянии примерно 29 километров (по прямой) к юго-юго-западу (SSW) от города Новоузенск, административного центра района. Абсолютная высота — 30 метров над уровнем моря.

## Население
| 2002 | 2010 |
| ---- | ---- |
| 123  | ↗175 |

Гендерный состав
По данным Всероссийской переписи населения 2010 года в гендерной структуре населения мужчины составляли 52,6 %, женщины — соответственно 47,4 %.
Национальный состав
Согласно результатам переписи 2002 года, в национальной структуре населения казахи составляли 83 % из 123 чел.

## Инфраструктура
В селе функционирует фельдшерско-акушерский пункт.

## Улицы
Уличная сеть села состоит из двух улиц и двух переулков.